# Stegana proximata
Stegana proximata är en tvåvingeart som först beskrevs av Seguy 1938.  Stegana proximata ingår i släktet Stegana och familjen daggflugor.
Artens utbredningsområde är Kenya. Inga underarter finns listade i Catalogue of Life.